# Маја Шупут
Маја Шупут-Татаринов (Загреб, 22. септембар 1979) хрватска је певачица.
Певала је и са групом Енџој. До сада је издала 5 албума, а наступала је и у плесном шоу државне телевизије — Плес са звездама. У том шоу плесни партнер јој је био плесач Иштван Варга.

## Дискографија
- Enjoy (2000)
- Узми ме (2001)
- Чиста 5-ица (2003)
- Обори ме с ногу (2006)
- Неваљала (2011)
- Showgirl (2015)

### Спотови
| Спот                    | Година | Режисер                |
| ----------------------- | ------ | ---------------------- |
| Baby                    | 2000   | —                      |
| Љубила сам ко мала      | 2000   | —                      |
| Hello                   | 2001   | —                      |
| Јер ми тебе нема        | 2001   | —                      |
| Да те нисам вољела      | 2001   | —                      |
| Лагана                  | 2006   | —                      |
| Љуби ме                 | 2009   | Дарко Дриновац         |
| Неваљала                | 2011   | —                      |
| Сватовска               | 2011   | —                      |
| Добра дјевојка          | 2012   | Дарко Дриновац         |
| Нек'ти буде криво       | 2013   | Дарко Дриновац         |
| Неприлика               | 2014   | Дарко Дриновац         |
| Амнезија                | 2014   | Дарко Дриновац         |
| Дјевојачко вече         | 2014   | Vanja Vascarac         |
| Хеј, Балкано            | 2015   | Дарко Дриновац         |
| Лопове                  | 2015   | Дарко Дриновац         |
| Не ломи ми срце         | 2016   | Андреј Илић            |
| Femme Fatale            | 2016   | Дарко Дриновац         |
| Премија                 | 2016   | Дарко Дриновац         |
| Пацијенти љубави        | 2017   | Дарко Дриновац         |
| Скидај се са љубави     | 2017   | Paradox Pictures       |
| Камиказа                | 2017   | Андреј Илић            |
| Илегално                | 2018   | Доминик Роберт Балашко |
| Дођи мами               | 2019   | Дарко Дриновац         |
| Даљина                  | 2020   | Дарко Дриновац         |
| Жено драга              | 2021   | Дарио Радусин          |
| Џејмс Бонд              | 2024   | Дарио Радусин          |
| Опасна комбинација      | 2024   | Харис Дубица           |
| 3 и 15                  | 2025   | Дарио Радусин          |
| Нисам ја за мале ствари | 2025   | Дарко Дриновац         |